# Bethel (Caroline du Nord)

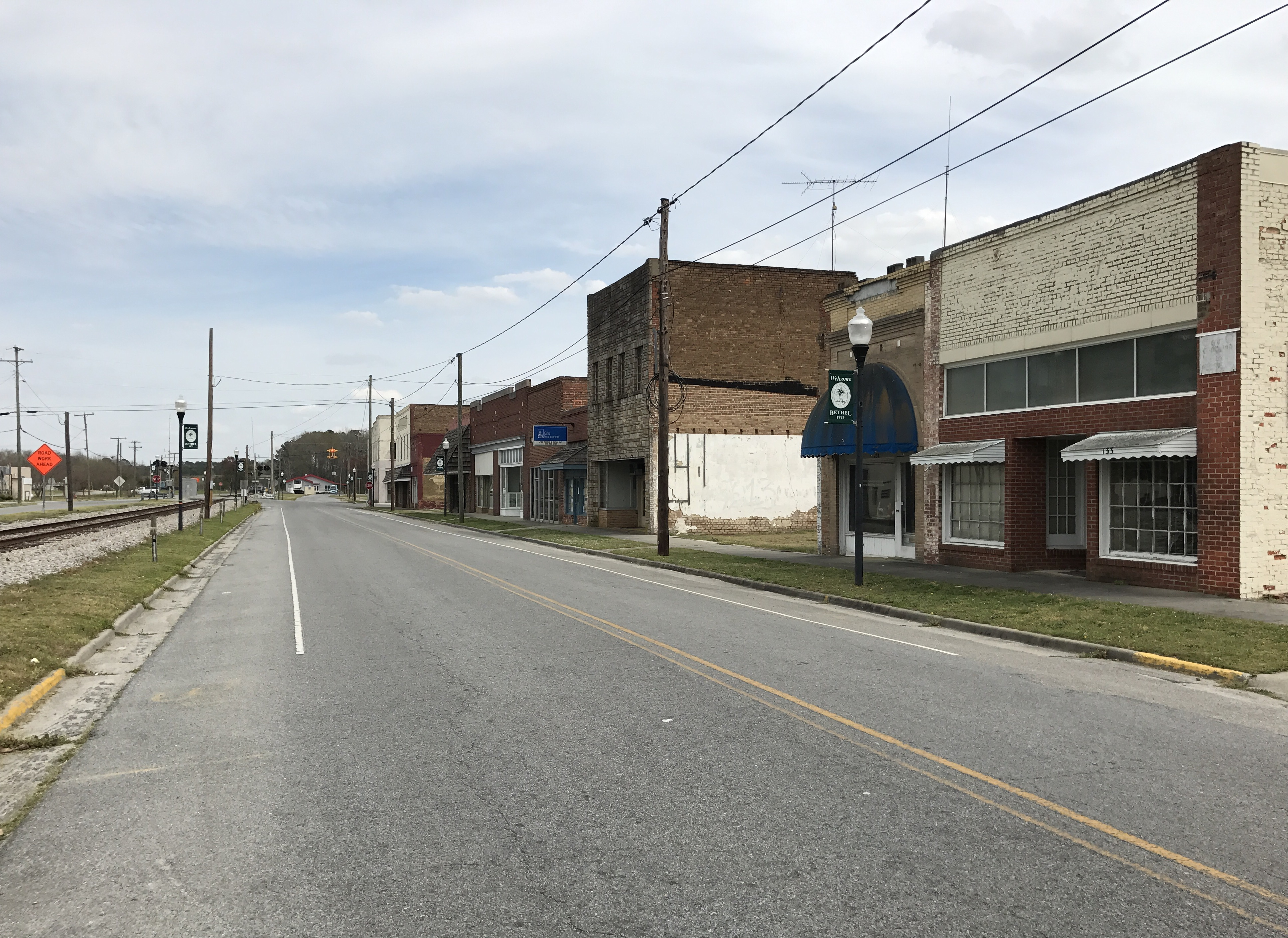
Bethel

Pour les articles homonymes, voir Bethel.
La ville de Bethel est située dans le comté de Pitt, dans l’État de Caroline du Nord, aux États-Unis. Sa population s’élevait à 1 577 habitants lors du recensement de 2010, estimée à 1 620 habitants en 2016.

## Démographie
| 1880 | 1890 | 1900 | 1910 | 1920 | 1930  |
| ---- | ---- | ---- | ---- | ---- | ----- |
| 127  | 377  | 457  | 469  | 817  | 1 149 |

| 1940  | 1950  | 1960  | 1970  | 1980  | 1990  |
| ----- | ----- | ----- | ----- | ----- | ----- |
| 1 333 | 1 402 | 1 578 | 1 514 | 1 825 | 1 842 |

| 2000  | 2010  | - | - | - | - |
| ----- | ----- | - | - | - | - |
| 1 681 | 1 577 | - | - | - | - |

## Source
- (en) Cet article est partiellement ou en totalité issu de l’article de Wikipédia en anglais intitulé « Bethel, North Carolina » (voir la liste des auteurs).

1. ↑  (en) « Statistiques des États-Unis - Caroline du nord - Profils des communautés de 2010 » (consulté en novembre 2020)